# Uha-uha
Uha-uha var en dansk tv-revy, der blev sendt på Danmarks Radio i 1970'erne.
Blandt de medvirkende var blandt andre Sonja Oppenhagen, Buster Larsen, Lise Ringheim, Ulf Pilgaard, Elin Reimer og Ove Sprogøe. Blandt forfatterne var Lise Nørgaard, Paul Hammerich og Johannes Møllehave.